# Суша, Антон Николаевич
Антон Николаевич Суша (бел. Антон Мікалаевіч Суша; род. 25 января 2000, Красный Дар, Минская область) — белорусский футболист, полузащитник минского «Динамо».

## Клубная карьера
Воспитанник специализированной детско-юношеской школы олимпийского резерва города Червень. Первый тренер — Григорий Дигалев.
С 2017 года выступает за дублирующий состав минского «Динамо». В чемпионате Беларуси дебютировал 22 июня 2019 года в матче против «Торпедо-БелАЗ» (0:3).
В январе 2020 года находился на просмотре в мозырской «Славии», но в итоге перешёл в «Гомель» на правах аренды. «Гомель» по итогам сезона занял второе место в Первой лиге Беларуси и вышел в высший дивизион. По истечении сезона Суша вернулся в стан «Динамо».
31 марта 2022 года отправился в аренду в дзержинский «Арсенал». В июле 2022 года покинул клуб.
В июле 2022 года отправился в аренду в «Слуцк». В декабре 2022 года покинул клуб по окончании срока арендного соглашения .
По ходу 2024 года стал футболистом новополоцкого «Нафтана».

## Карьера в сборной
В составе молодёжной сборной Беларуси до 21 года дебютировал 10 сентября 2019 года в матче отборочного турнира к чемпионату Европы против Португалии (0:2).

## Достижения
«Гомель»
- Серебряный призёр Первой лиги Беларуси: 2020